# Guiniforte Solari
Guiniforte (ali Boniforte) Solari, znan tudi kot de Solari (Milano, približno 1429 – Milano, približno 7. januar 1481) je bil italijanski kipar, arhitekt in inženir.

## Življenjepis
Sin Giovannija, brata Francesca Solarija, je bil od leta 1459 do smrti glavni inženir milanske stolnice, od leta 1462 pa inženir Certosa di Pavia [1]. Predstavnik plodne družine Solari iz Carone v kantonu Ticino je bil v 15. stoletju glavni inženir Milanske vojvodine. Iz tega obdobja mu pripisujejo milanske cerkve Santa Maria delle Grazie, San Pietro in Gessate, Santa Maria Incoronata, cerkev Santa Maria della Pace, Santa Maria del Carmine, Santa Maria Bianca del Casoretto, San Bernardino alle Monache in izginuli Santa Maria del Giardino in Santa Maria della Rosa. Znani so njegovi kontrasti s Filaretom, ki ga je vojvoda Francesco I. Sforza pozval, naj posodobi lombardsko arhitekturo po novostih florentinskega humanizma. Solari pa je predstavljal lokalno gotsko tradicijo in konstruktivno strokovno znanje lombardskih inženirjev. Od leta 1465 je nasledil Filareta v smeri vojvodske bolnišnice Ospedale Maggiore di Milano, kjer je zgradil dvorišče kopalnic in zgornje nadstropje glavne fronte.
Ob njegovi nenadni smrti ga je nasledil sin Pietro Antonio pri glavnih gradbiščih vojvodine (Duomo, Ospedale Maggiore in Certosa di Pavia).

## Dela
Sledi nepopoln seznam arhitekturnih del, ki so bila zasnovana ali pri katerih je sodeloval Guiniforte Solari:
- Ca' Granda nekdanji sedež Ospedale Maggiore v Milanu
- Portinarijeva kapela znotraj bazilike San Eustorgio v Milanu, je bila začeta leta 1462 in že dokončana leta 1468.
- Castello di Rivalta  impozanten utrjen kompleks v Rivalti, delu italijanske občine Gazzola, v provinci Piacenza.
- Castello Sforzesco velik utrjen kompleks v Milanu tik pred zgodovinskim mestnim jedrom
- Milanska stolnica
- Certosa di Pavia zgodovinski monumentalni kompleks, ki vključuje samostan in svetišče.
- Cerkev San Pietro in Gessate
- Cerkev Santa Maria delle Grazie
- Cerkev Santa Maria Bianca della Misericordia
- Cerkev Santa Maria della Pace (Milano)
- Palazzo Premenugi – ne obstaja več[1]

- Ca' Granda, dvorišče kopalnic
- Ca' Granda, glavna fasada
- Cerkev Santa Maria delle Grazie, Milano
- San Pietro in Gessate (Milano)